# Bill och Ben
Bill och Ben, i Australien Larry & Stretch och Larry & Streak i USA, är en vilda västern-bokserie om Bill Valentine och Ben Emerson, två kringdrivande cowboys från Texas med förmåga att hamna i trubbel. Karaktärerna skapades av den australiensiske författaren Leonard Frank Meares under pseudonymen Marshall Grover.

## Handling
Böckerna har i stort sett likartad handling. Bill och Ben är ett par vagabonderande altruister. Båda är duktiga med vapen och knytnävar och föraktar sheriffer, med några få undantag. De är dessutom skräckslagna i närhet av giftaslystna fruntimmer. Temat i böckerna går i stort sett ut på att Bill och Ben löser någon form av kriminalfall, vilket slutar med att de skjuter ett antal brottslingar och får snubbor av sheriffen, varpå de drar vidare till ett nytt ställe.

## Utgivning
Den första boken om Bill och Ben utkom 1956 i Australien, i Sverige skedde utgivningen mellan 1962 och 2000 av Wennerbergs förlag och senare Egmont Richters förlag AB. Flera av Meares senare böcker gavs aldrig ut på engelska utan såldes av förlaget som ägde rättigheterna till Bill och Ben, Horwitz, direkt till Skandinavien.
Wennerbergs Förlag AB gav ut serien Bill och Ben 1963-1984 (nr 1-276), Winthers Forlag AS 1984-1992 (nr 277-418, från nr 343 döptes serien om till Bill & Ben), Richters Förlag AB 1992-1997 (nr 419-470) och slutligen Egmont Richters Förlag AB 1997-2000 (nr 471-504). Fr o m nr 460 var det bara återutgåvor av gamla nummer. 1974-1982 gav Wennerbergs Förlag AB ut reprisserien Bill och Ben Special, därefter kom återutgåvor oftare och oftare i Bill och Ben-serien. Innan Bill och Ben-serien började ges ut kom tretton Bill och Ben-böcker i Wild West-serien som de jämna numren från och med nummer 36 till och med 60 mellan åren 1962-1963 också av Wennerbergs Förlag AB.

## Förteckning över Bill och Ben-böckerna
1. Ger aldrig upp	

2. Byter namn	

3. Tar en genväg	

4. Gör skandal	

5. Blir sheriffer	

6. Och guldrushen	

7. I sporrsträck	

8. Och revolutionen	

9. Tar hem potten	

10. Kopplar av	

11. Som livvakter	

12. Möter Kid Wichita	

13. På vakt	

14. Som detektiver	

15. Nära ögat	

16. Slår hårdast	

17. Och den stora bluffen	

18. Och det stora tågrånet	

19. Rider västerut	

20. Anar oråd	

21. Räddar guvernören	

22. Och vapenstölden	

23. Reser med döden	

24. Rider ikapp	

25. I knipan	

26. I spökstaden	

27. Botar sheriffen	

28. Som förföljare	

29. Satsar allt	

30. I våldsamma val	

31. Som fantomer	

32. Finner Kell Wade	

33. Big Dora från Texas	

34. I den dödsdömda staden	

35. Söker en mördare	

36. I svindlande affärer	

37. Överbevisar alla	

38. Som försvarsadvokater	

39. Håller huvudet kallt	

40. Hittar guld	

41. Stoppar tåget	

42. Tar befälet	

43. Triumferar	

44. I råkurr	

45. Håller vad de lovar	

46. Möter grovt artilleri	

47. Och fribytarna	

48. Och den dödsdömde	

49. Spökar i Babylon	

50. Drar upp ridån	

51. Bland högvilt	

52. Slår knockout	

53. Bland fiender	

54. Slåss för glatta livet	

55. Tar befälet	

56. Rån i ravinen	

57. Sätter sprätt på stan	

58. I kallt spår	

58. Fridsamma fridstörare	

59. Som cowboys	

60. Blir kusiner	

61. Fångar fel man	

62. Slår ut armén	

63. Leker med elden	

64. Hör bröllopsklockor	

65. Som skattsökare	

66. Och miljonären	

67. Krutrök och kalabalik	

68. Och flodpiraterna	

69. Kom – såg – och segrade	

70. Två tuffa sheriffer	

71. Och bombnedslaget	

72.Och den levande döde	

73. Får en utnämning	

74.I guldstaden	

75.Och flickorna Bell	

76.I den törstiga staden	

77.Och guldtjuvarna	

78.Skjuter först	

79.Hämtar doktorn	

80.Blandar sig i leken	

81.Möter kidnappare	

82.Gör stora pengar	

83.Idkar välgörenhet	

84.Visar vägen	

85. Dubbelgångarna	

86.Och guldgrottan	

87.Läser dagbok	

88. Går på teatern	

89. I politiskt sällskap	

90. Har tur i oturen	

91. I Candle Rock	

92. Skakar galler	

93. Och zuni-indianernas skattgömma	

94. Lurar galgmannen	

95. Och hjälten Hannibal	

96. Höjer ett glas för Sweeney	

97. Får nobben	

98. Och dollarfebern	

99. Och profeten i Logan Town	

100. Och den förgyllda dockan	

101. Och arvtagerskan	

102. Och skönheten	

103. Och skuggan av galgen	

104. Tappar tålamodet	

105. Sex fula fiskar	

106. Och Tully McGlynn	

107. Möter Big Jim	

108. Och släktfejden	

109. Och silverkungen	

110. Och den vackra Belle	

111. Väljer borgmästare	

112. Spelar poker	

113. Sopar rent	

114. Och paradiset	

115. Stackars Merty	

116. Som vicesheriffer	

117. Och snobben	

118. Och kronvittnet	

119. Och en kula för Keehoe	

120. Och det svarta fåret	

121. Syndafloden	

122. Och familjen Riggs	

123. Tummar på lagen	

124. De nio bankrånarna	

125. Gör allt för kvinnan	

126. Är rädda om skalperna	

127. Och den försvunna kartan	

128. En doktor i kjolar	

129. Svavelpredikanten	

130. Och gröngölingen	

131. Och krutdurken	

132. Den tredje vagnen	

133. Fyra fega figurer	

134. Som kvinnojägare	

135. Det levande spöket	

136. Mellan två eldar	

137. Den röda bandanan	

138. De fyra brudarna	

139. Och den livliga natten	

140. Och den svarta ligan	

141. Skriver historia	

142. Och snälle Chipper	

143. Tar full pott	

144. Tar jobb som åkare	

145. Och marodörerna	

146. I storfamilj	

147. På krigsstigen	

148. Går igen	

149. I Arizona	

150. I skottgluggen	

151. Mot sheriffen	

152. Ger aldrig upp	

153. Och den sovande staden	

154. Firar Madigans dag	

155. Vem dödade Rico?	

156. Resa med förhinder	

157. Fem maskerade män	

158. Den vackra kusinen	

159. På jakt	

160. Blodiga Billys hämnd	

161. Och lönnmördaren	

162. De lata sherifferna	

163. Tuktar argbiggor	

164. Dakota Red	

165. Och den misslyckade desperadon	

166. Går på en nit	

167. Ur askan i elden	

168. Blir bannlysta	

169. Mannen som dog två gånger	

170. Tänder till tusen	

171. Tre tokiga typer	

172. Blir trampade på tårna	

173. Smäller av	

174. En bråkig brunett	

175. Och27 gevär	

176. Och det oväntade arvet	

177. Vargflocken	

178. Den gamle skojaren	

179. Kör stenhårt	

180. Som väktare	

181. Rensar upp	

182. Smider planer	

183. Drar sej tillbaka	

184. I begravningsbranshen	

185. Och en dam i leken	

186. De förrymda fångarna	

187. Sex beslutsamma män	

188. Som bankbud	

189. På rymmen	

190. Tänker på skatten	

191. Ett resande teatersällskap	

192. Blir blåsta	

193. Klarar biffen	

194. Hämnaren	

195. Och de två eleverna	

196. Och kraterligan	

197. Diligensöverfallet	

198. Firar nationaldagen	

199. Och det farliga vittnet	

200. Knäcker ett alibi	

201. Och kidnappningen	

202. Sista diligensen	

203. Striden om Loomis	

204. Och rymlingen	

205. På kungligt uppdrag	

206. Råkar i bakhåll	

207. Tar raka spåret	

208. Och stjärngossen	

209. Tar sig ton	

210. Blir bestulna	

211. Banditexpressen	

212. Och dockorna	

213. Går på nitar	

214. Och tågrånarna	

215. En motsträvig änka	

216. Femton giriga män	

217. Råkar i knipa	

218. Och spöket	

219. I korsdrag	

220. Och sköna juveler	

221. Och mäktige Maxton	

222. Och mannen som flydde	

223. Vänsterhänte Luke	

224. Får dåliga kort	

225. Vadar i klöver	

226. Som reseledare	

227. I ny stass	

228. Fixar kosingen	

229. Tuttar på	

230. En kagge spik	

231. På bettet	

232. En knepig kuse	

233. Mannen som inte dog	

234. I skottlinjen	

235. Graven i Taggart	

236. Och den munvige	

237. Och mannen med ärret	

238. Och prasslet	

239. Och Bradys minne	

240. I badet	

241. Hugger i sten	

242. Och lagen	

243. Och gröngölingarna	

244. Och testamentet	

245. Kommer av sig	

246. I den törstiga staden	

247. Och triss i damer	

248. Och guldtjuvarna	

249. Gruvar sig	

250. Blir sheriffer	

251. Och domens dag	

252. Som livvakter	

253. Och ynkryggarna	

254. Möter Kid Wichita	

255. Och fem kulor	

256. I blåsväder	

257. Och skränfocken	

258. På vakt	

259. Och en bortglömd skurk	

260. Som detektiver	

261. Och ryktet	

262. Nära ögat	

263. Och den vilda änkan	

264. Slår hårdast	

265. I ranchkrig	

266. Och den stora bluffen	

267. Och gisslan	

268. Och det stora tågrånet	

269. Och den händige sheriffen	

270. Rider västerut	

271. Och storstadsgangstern	

272. Mot övermakten	

273. Och korkskallen	

274. I knipan	

275. Och tågrånet	

276. Och två smarta barn	

277. Och en falsk professor	

278. Och Hacketts guld	

279. Och bröllopsbestyren	

280. Och de utstötta	

281. Ser spöken	

282. Ger igen	

283. Tittar på	

284. Och fridens stad	

285. Och den stora skatten	

286. Ser i syne	

287. Och den maskerade	

288. Och sherifferna	

289. Störtar en pamp	

290. Och busen Brand	

291. Och en förtappad själ	

292. Kommer med posten	

293. Och skräckens hus	

294. Och en fientlig stad	

295. Ger inte upp	

296. Och tre trinda typer	

297. Och en märklig familj	

298. Blir lurade	

299. Försvarar ett tåg	

300. Går på djupet	

301. Och det viktiga vittnet	

302. De laglösas gisslan	

303. Och en garvad sheriff	

304. Och ett kungligt villebråd	

305. Skyddar sitt land	

306. Tar i på skarpen	

307. Och de stulna sedlarna	

308. Och den vilda hämnerskan	

309. Och pengarna	

310. Och esset i ärmen	

311. På ett slott i västern	

312. Och dubbelmördaren	

313. Tar in på hotell	

314. Går över gränsen	

315. Och finansmannen	

316. Som eskort	

317. Sitter illa till	

318. Och en tyst medhjälpare	

319. Möter el Capitan	

320. Störtar en diktator	

321. Får medhjälpare	

322. På varsitt håll	

323. Skyddar en brudgum	

324. På friarstråt	

325. Och mannen från Chicago	

326. Hjälper en burfågel	

327. Och guldets förbannelse	

328. Gör ett kap	

329. Och svarta änkan	

330. Ser döden i vitögat	

331. Och farliga pengar	

332. Och den spanska skatten	

333. Och en rädd, rik man	

334. Och en farlig bekännelse	

335. Och lömska planer	

336. Får dåligt rykte	

337. Tänker skarpt	

338. Kommer till Pelegrino	

339. Och ett ovanligt testamente	

340. Och maskeradligan	

341. Och vittnet som skulle dö	

342. Och farliga boskapsmän	

343. Kupp med förhinder	

344. Och kidnapparna	

345. Rullande måltavla	

346. Sköna juveler	

347. Flykten från Gellard	

348. Mannen med ärret	

349. Blodspengar	

350. Spökstaden	

351. Farliga juveler	

352. En kula mellan ögonen	

353. Banditerna i Coyote Ford	

354. Vem av fem?	

355. Begravda pengar	

356. Mannen på rum8	

357. Sju maskerade män	

358. Vägbanditerna	

359. I väntan på domaren	

360. Mordvittnet	

361. Vapenbröderna	

362. Tretton amazoner	

363. En stad i spillror	

364. Sheriffens eldprov	

365. Mannen utan minne	

366. Skattgömman	

367. Striden i Arido Pass	

368. På jakt efter hämnd	

369. Sheriff i svart	

370. Skandaljournalisten	

371. Kidnapparnas gisslan	

372. Med risk för livet	

373. Gänget utan namn	

374. Den vita squawn	

375. Rättvisa åt alla	

376. Bankplundrarna	

377. Yrkesmördarna	

378. Sheriffens dotter	

379. Rykande revolvrar	

380. Skräck till salu	

381. Mannen som flydde	

382. Bluffmakaren	

383. De fördömda	

384. Ryttare i regn	

385. Rena dynamiten	

386. En gåtfull man	

387. Hett om öronen	

388. Guldtjuvarna	

389. Dödsfällan	

390. Mannen som försvann	

391. Guldtransporten	

392. Den stora kalabaliken	

393. Farligt arv	

394. Banditjägarna	

395. Resa utan återkomst	

396. Med snaran om halsen	

397. Mannen som skulle hämnas	

398. Västerns riddersmän	

399. Pilar och dynamit	

400. Banditens hämnd	

401. Midnattsbandet	

402. Full rulle i Beeby	

403. Med vapen i lasten	

404. En genialisk bankkupp	

405. En pinsam hedersskuld	

406. En hand ur graven	

407. Banditjakten	

408. En sista önskan	

409. Aldrig en lugn minut	

410. Med döden ombord	

411. Rösten från graven	

412. En näktergal i västern	

413. Förföljd och utstött	

414. I väntan på repet	

415. Harbines sista kupp	

416. Djävulens lie	

417. Håll dem stången	

418. Stenens förbannelse	

419. Orm i paradiset	

420. En furstlig härva	

421. Envis som synden	

422. Den sista kulan	

423. Skilda vägar	

424. Dubbelgångarna	

425. Tid för hämnd	

426. Fångarna i Caja Canyon	

427. Sammansvärjningen	

428. Mannen på berget	

429. Sierra Santos skatt	

430. Dåliga odds	

431. Bly över floden	

432. Bakhållet	

433. Gammalt groll	

434. Tuffa tag	

435. En spelares död	

436. Tio mot en	

437. Helgerånet	

438. Guld och krutrök	

439. Död mans dagbok	

440. Skott i ryggen	

441. Jakten på Garroway	

442. Flodbanditerna	

443. Svurna fiender	

444. Bara trubbel	

445. Juveltjuven	

446. Farligt leverne	

447. Dyrbar last	

448. Fångarna i Salvo Pass	

449. De värnlösas försvarare	

450. Skattjakten	

451. Mord i det fördolda	

452. Vadslagningen	

453. Mötet med Conway	

454. Vägvisarna	

455. Rädslans makt	

456. Dubbelgångarna	

457. Dubbelspel	

458. Guldgrottan	

459. Månsken och krutrök	

460. Dagboken	

461. Högt spel på teatern	

462. I politiskt sällskap	

463. Tur i oturen	

464. Candle Rock	

465. Bråk i Duffburg	

466. Zuni-indianernas skattgömma	

467. Beck City	

468. Hjälten Hannibal	

469. Presidenten	

470. Kvinna med gevär	

471. Dollarfeber	

472. Profeten i Logantown	

473. Bankrånaren	

474. Arvtagerskan	

475. Gentlemän	

476. Utan alibi	

477. Farlig väg	

478. Sex anklagade män	

479. Sheriffen från Texas	

480. Big Jim	

481. Släktfejden	

482. Silverkungen	

483. Montana	

484. Borgmästaren	

485. Jakten på Andy MacGraw	

486. Familjeära	

487. Enkelbiljett till paradiset	

488. Rikedomens förbannelse	

489. Krigsdans i Red Canyon	

490. En snara för Doc Beaumont	

491. Det sista bakhållet	

492. En kula för Keehoe	

493. Det svarta fåret	

494. Översvämningen i Piketown	

495. Vi möts i San José!	

496. Kalabalik i Leggetsville	

497. De nio bankrånarna	

498. Hjältar och banditer	

499. Djävulens tolv män	

500. Kincaids sista ritt	

501. Rövarbandets dag	

502. Banditernas lockbete	

503. Gröngölingen	

504. Krutdurken	

## Wild West-serien
De allra första böckerna om Bill och Ben gavs ut i Wild West-serien under åren 1962-1963. "Bill och Ben slår till" från 1962 är således den allra första svenska boken om Bill och Ben. Dessa Bill och Ben-böcker känns enklast igen på att de har en sheriffstjärna med orden "Wild West" på omslaget. Övriga böcker i denna serie handlar om Walt Slade. 
Följande 13 Bill och Ben-böcker ingick i den serien:
| Nr | Namn               |
| -- | ------------------ |
| 36 | Slår till          |
| 38 | Mot övermakten     |
| 40 | På krigsstigen     |
| 42 | Går igen           |
| 44 | I Arizona          |
| 46 | Gör rent hus       |
| 48 | I skottgluggen     |
| 50 | Pumpar bly         |
| 52 | Går till angrepp   |
| 54 | Mot sheriffen      |
| 56 | Rensar Modeen Town |
| 58 | I kallt spår       |
| 60 | I Colorado         |

## Bill och Ben Special
Under åren 1974 till 1982 gavs även 54 böcker ut i serien "Bill och Ben Special". Dessa var återutgivningar av tidigare böcker. Efter dessa 54 böcker gavs specialerna ut som nummer i den vanliga serien, dock fortfarande med "Special" angivet på omslaget. De nummer i vanliga serien som är specialer är: 246, 248, 250, 252, 254, 256, 258, 260, 262, 264, 266, 268, 270, 272, 274, 278, 284 och 290.
De 54 böckerna i den separata specialserien är:
| Nr | Namn                   |
| -- | ---------------------- |
| 1  | Sätter sprätt på stan  |
| 2  | Fridsamma fridstörare  |
| 3  | I kallt spår           |
| 4  | Tar en genväg          |
| 5  | I våldsamma val        |
| 6  | Som fantomer           |
| 7  | I den dödsdömda dalen  |
| 8  | Tar befälet            |
| 9  | Söker en mördare       |
| 10 | Som försvarsadvokater  |
| 11 | Pumpar bly             |
| 12 | Går till angrepp       |
| 13 | Gör rent hus           |
| 14 | Rensar Modeen Town     |
| 15 | Möter grovt artilleri  |
| 16 | Rån i ravinen          |
| 17 | I Colorado             |
| 18 | Hittar guld            |
| 19 | Bland högvilt          |
| 20 | Slår knockout          |
| 21 | Bland fiender          |
| 22 | Blir kusiner           |
| 23 | Leker med elden        |
| 24 | Hör bröllopsklockor    |
| 25 | Som skattsökare        |
| 26 | Och miljonären         |
| 27 | Reser med döden        |
| 28 | Rider ikapp            |
| 29 | I spökstaden           |
| 30 | Botar sheriffen        |
| 31 | Satsar allt            |
| 32 | Finner Kell Wade       |
| 33 | Som förföljare         |
| 34 | Big Dora från Texas    |
| 35 | I svindlande affärer   |
| 36 | Överbevisar alla       |
| 37 | Håller huvudet kallt   |
| 38 | Stoppar tåget          |
| 39 | Triumferar             |
| 40 | I råkurr               |
| 41 | Håller vad de lovar    |
| 42 | Och fribytarna         |
| 43 | Och den dödsdömde      |
| 44 | Spökar i Babylon       |
| 45 | Drar upp ridån         |
| 46 | Slåss för glatta livet |
| 47 | Som fångvaktare        |
| 48 | Som cowboys            |
| 49 | Fångar fel man         |
| 50 | Slår ut armén          |
| 51 | Och bombnedslaget      |
| 52 | Och den levande döde   |
| 53 | Får en utnämning       |
| 54 | I guldstaden           |